# Jacobello dalle Masegne
Jacobello dalle Masegne (Venecia, 1350 - 1409) fue un arquitecto y escultor italiano del período gótico, activo en el Veneto, Lombardía y Emilia-Romaña.

## Biografía
Trabajó frecuentemente junto a su hermano Pierpaolo en el taller familiar en Venecia, a pesar de que las obras firmadas por los dos hermanos pertenecen conjuntamente a la actividad independiente de uno u otro. Ambos trabajaron en la fachada de la Basílica de San Marcos en Venecia y en el altar de la Basílica de San Francisco en Bolonia, Así como en la antigua fachada de la Catedral de Mantua.
Entre sus obras en solitario destacan el altar en Santa Maria Gloriosa dei Frari en Venecia, la tumba desmembrada de Giovanni da Legnano (1383 - 1886) en el Museo Cívico Medieval de Bolonia, la tumba de Prendiparte Pico (1394), conservada en la Courtauld Gallery de Londres y el busto del dux Antonio Venier, en el Museo Correr de Venecia.